# Rudolf von Geyer-Geyersperg
Rudolf Ritter von Geyer-Geyersperg, Pseudonym: Rudolf Angely-Geyer, (geboren 11. Jänner 1879 in Groß-Kanisza, Königreich Ungarn; gestorben 13. Oktober 1960 in Wien) war ein österreichischer Schauspieler, Regisseur, Dramatiker und Dramaturg.

## Leben
Er stammt aus einem ursprünglich aus Franken kommenden österreichisches Adelsgeschlecht und ging davon aus, väterlicherseits vom Raubritter Florian Geyer abzustammen.
Rudolf Ritter von Geyer-Geyersperg war der Sohn des Bahnbeamten Josef Ritter von Geyer-Geyersperg und dessen Ehefrau Marie geborene Ledel und wuchs in relativ bescheidenen Verhältnissen auf. Nach dem Besuch der Volksschule und einer Klasse an der Bürgerschule absolvierte er eine vierjährige Schlosserlehre in Wien. Frühzeitig interessierte er sich für Literatur und Kunst und besuchte deshalb die Wiener Theaterschule Otto, wo er vor allen Rollen im Fach des jugendlichen Heldens in Österreich, Deutschland und Amerika spielte. Daneben betätige er sich als Dramaturg und Regisseur. 1904 gründete und leitete er das Friedrich-Schiller-Theater, eine Übungsbühne für dramatische Kunst. Auf ihn ist auch die Gründung der Theaterzeitung Thalia im Jahre 1905 zurückzuführen. Seine Schauspielausbildung unterbrach er, um sich an der Universität Wien zum Dr. phil. zu promovieren.
Rudolf Ritter von Geyer-Geyersperg nahm in Serbien am Ersten Weltkrieg teil. Nach Wien zurückgekehrt übernahm er 1920 die Leitung der Wiener Bühnenschule und des Heros-Buch- und Musikverlags. Er verfasste zahlreiche volkstümliche Theaterstücke. Er wurde am Wiener Zentralfriedhof bestattet.

## Werke (Auswahl)
- Der Automat, 1904.
- Mondaine (Komödie), 1904.
- (mit Fritz Michael): Gefundener Hafen (Schauspiel), 1905.
- Tieflandmänner, Wien, Amonesta, [1914].
- Vitalis, Wien, Vienensia-Verlag, [1930].